# Vladimir Artemov
Vladimir Artemov (ryska: Владимир Николаевич Артёмов), född den 7 november 1964 i Vladimir, Ryssland, är en sovjetisk gymnast.
Han tog OS-guld i lagmångkampen, OS-guld i den individuella mångkampen, OS-guld i barr, OS-guld i räck och OS-silver i fristående i samband med de olympiska gymnastiktävlingarna 1988 i Seoul.